# 九州産交バス光の森営業所
九州産交バス光の森営業所（きゅうしゅうさんこうバスひかりのもりえいぎょうしょ）は、九州産交バスの営業所の一つ。熊本都市圏の路線バス網再編に伴い、2015年12月1日に大津営業所から移転・新設された。

## 所在地
光の森営業所
- 熊本県菊池郡菊陽町大字津久礼字下沖野3013-1
  - 併設バス停：光の森産交
  - パーク&バスライド
    - 定期券購入及びバス利用者（光の森産交発）のための駐車場（40台収容）及び駐輪場（20台収容）。

  - ファミリーマート光の森店

場所柄、光の森地区に隣接しており、JR豊肥本線の光の森駅やゆめタウン光の森方面へも徒歩圏内である。
大津車庫（旧：大津営業所）
- 熊本県菊池郡大津町吹田1108
  - 併設バス停：大津産交
  - パーク&バスライド
    - バス利用者（大津産交発）のための駐車場（10台収容）。

光の森に移転した後も一部車両と乗務員は引き続き駐在している

かつて大津営業所管轄時代には北区武蔵ヶ丘2丁目に駐在車庫(武蔵ヶ丘車庫)が存在し、光の森営業所管轄に移行した際において駐在ならびに夜間停泊は廃止され晩年は待機場所としては現存していたが後に廃止された(時期は不明)。

## 担当路線
旧大津営業所の路線を引き継いではいるものの、当営業所以東（菊陽町東部や大津町）の区間については県道337号（旧国道57号）を経由する系統など一部を除き全て廃止され、当営業所発着に改められている。なお、これまで武蔵ヶ丘団地を始終着としていた系統は全て当営業所発着に延伸したほか、楠団地線のうち、九州産交バスが受け持つ便の一部が当営業所担当に変更された（残りの便は熊本営業所が担当）。当営業所には産交バス（旧：産交観光バス）の併設はなく、該当路線は産交バス大津営業所が管轄している。
2023年4月1日からは熊本と福岡を結ぶ路線ひのくに号に光の森直行便が新設された事により、同日より高速バスも担当する事となった。

### 運行系統
当営業所の系統は竜田口線・楠団地線を除き往路・復路ともに同一の案内番号。なお、熊本大学を経由する系統のほか、系統によっては重複する区間も多いため、一部系統を除き途中経由地を省略。熊本桜町バスターミナルは以下「桜町BT」と省略。
| 路線名                            | 案内番号   | 運行区間 | 備考                             |
| --------------------------------- | ---------- | --- | -------------------------------- |
| 竜田口線                          | E2-0 →S3-0 | 竜田口駅－小磧橋－熊本大学前－子飼橋－藤崎宮前－水道町－桜町BT－熊本駅－田崎橋－蓮台寺－西部車庫                                                     | [ 備 1 ] [ 備 2 ] [ 5 ]          |
| 楠団地線                          | E2-1 →S3-0 | 楠団地－二里木－竜田口駅－＜この区間は上記（竜田口線）に同じ＞－西部車庫                                                                             | [ 備 3 ] [ 備 4 ] [ 備 5 ] [ 5 ] |
| 光の森線 （菊陽バイパス経由）     | E3-1       | 光の森産交－菊陽病院－廣街道－東ヶ丘団地－菊陽バイパス入口（弓削立体橋）－二里木－竜田口駅－小磧橋－熊本大学前－子飼橋－藤崎宮前－水道町－桜町BT     | [ 備 6 ]                         |
| 光の森線 （ゆめタウン経由）       | E3-2       | 光の森産交－ゆめタウン光の森－武蔵中学校前－武蔵ヶ丘中央－武蔵塚駅－二里木－＜この区間は上記E3-1に同じ＞－桜町BT－熊本駅                             | [ 備 7 ]                         |
| 光の森線 （新山経由）             | E3-3       | 光の森産交－新山－南ヶ丘小学校前－武蔵ヶ丘車庫－武蔵ヶ丘中央－武蔵塚駅－二里木－＜この区間は上記E3-1に同じ＞－桜町BT－熊本駅                         | [ 備 8 ]                         |
| 光の森線 （三里木経由）           | E3-4       | 光の森産交－菊陽病院－三里木－光の森駅南口－出村－二里木－＜この区間は上記E3-1に同じ＞－桜町BT                                                       |                                  |
| 大津線                            | E3-5       | 大津産交/吹田団地－熊本文化の森－大津中央－原水駅－自動車学校・阿蘇製薬前－三里木－＜この区間は上記E3-4に同じ＞－桜町BT                              | [ 備 9 ]                         |
| 供合線                            | F1-1       | 東熊本第二病院－鹿帰瀬－運動公園入口－供合農協－王田－東海学園前－江南病院－子飼橋－藤崎宮前－桜町BT                                                 |                                  |
| 光の森供合線                      | F1-2       | 光の森産交－（国体道路南北線経由）－南北線入口－鹿帰瀬－＜この区間は上記F1-1に同じ＞－桜町BT                                                         |                                  |
| 光の森線 （東バイパス経由）       | K5-1       | 光の森産交－ゆめタウン光の森－石原－松の本（熊本IC入口）－サンピアン前－西原－北バイパス入口－保田窪本町－熊工前－県庁前－水前寺公園－水道町－桜町BT | [ 6 ]                            |
| 光の森線 （北バイパス経由）       | K5-2       | 光の森産交－新山－＜この区間は上記E3-3に同じ＞－二里木－上立田－北バイパス東新南部－北バイパス入口－＜この区間は上記K5-1に同じ＞－桜町BT             | [ 備 10 ] [ 6 ]                  |
| 福岡線 （ひのくに号光の森直行便） | 高速       | 光の森産交－ゆめタウン光の森－御代志（駅構内）－博多BT－天神BT                                                                                       | [ 備 11 ] [ 4 ] [ 7 ]            |

## 車両
旧大津営業所からの転属車がほとんどである。全体的に中型ロング車（日野レインボーHR・日産ディーゼル（現・UDトラックス）JP）が半数を占めている。また、2023年4月1日より高速バスも担当するようになったため、トイレ付きハイデッカー車（日野セレガ（Jバス））が3台高速営業所から転属し、後にうち2台は2024年4月頃に、もう1台は2024年11月頃に三菱ふそうエアロエース と入れ替わる形で高速営業所に再転属した。
また、当営業所の一般路線車は従来から導入されていた小田原機器製のオレンジ色LED行先方向器・デジタル式運賃表示器・音声合成装置から、子会社の産交バス(株)で既に採用されているレシップ製の白色LED行先方向器・液晶2画面式運賃表示器・音声合成装置への取替えを、九州産交バスの他の営業所より先行して導入した。そのため、音声合成装置における車内案内ではコンピューターによる女性の声色とした機械音声となっており、停留所案内時の声のトーンが従来のものより大きく異なっている（ただし、企業CMの部分については従来からのナレーターによる肉声案内をそのまま引き継いでいる）。

## 光の森産交停留所
この項目ではバスターミナルしての「光の森産交」発着便を表記。運行系統記号も「光の森産交」時点のものを表記とする。なお一部を除き路線名を省略および行先の「○○バスターミナル」は「○○BT」に省略。
| 系統                                   | 行先 | 備考                                       |
| 高速バス                               | 高速バス | 高速バス                                   |
| -------------------------------------- | --- | ------------------------------------------ |
| 高速バス「ひのくに号（光の森直行便）」 | 博多BT、天神BT（御代志駅経由） | 座席指定制（空席時は予約なしで利用可能）。 |
| 竜田口駅・熊本大学方面                 | |                                            |
| E3-1                                   | 桜町BT（東ヶ丘団地（菊陽バイパス）・二里木・竜田口駅前・子飼橋・水道町経由）                                                                 | 平日6:38発の1便のみ。                      |
| E3-2                                   | 桜町BT、熊本駅前（ゆめタウン光の森・武蔵塚駅・二里木・竜田口駅前・子飼橋・水道町経由）                                                       | 「熊本駅前」行きは平日3便のみ。            |
| E3-3                                   | 桜町BT、熊本駅前（武蔵ケ丘・武蔵塚駅・二里木・竜田口駅前・子飼橋・水道町経由）                                                               |                                            |
| E3-4                                   | 桜町BT（三里木・二里木・竜田口駅前・子飼橋・水道町経由）                                                                                     |                                            |
| 供合・下南部・渡鹿方面                 | |                                            |
| F1-2                                   | 桜町BT（鹿帰瀬・供合農協前・東海学園前・江南病院前・子飼橋・水道町経由）                                                                     |                                            |
| 東BP・県庁前方面                       | |                                            |
| K5-1                                   | 桜町BT（ゆめタウン光の森・松の本・北バイパス入口・県庁前・水道町経由）                                                                       | 土休日運休。                               |
| K5-2                                   | 桜町BT（武蔵ケ丘・武蔵塚駅・二里木・北バイパス入口・県庁前・水道町経由）                                                                     | 平日6:51発の1便のみ。                      |
| 菊陽町巡回バス「キャロッピー号」       | |                                            |
| 中央循環線                             | 菊陽町役場（右回り：さんふれあ前・カリーノ菊陽・緑ヶ丘方面）菊陽町役場（左回り：ゆめタウン光の森・東ヶ丘団地・カリーノ菊陽・津久礼ヶ丘方面） | 土曜日のみ運休。                           |

### 備考
1. ↑  西部車庫行きの案内番号は水道町よりS3-0
2. ↑  竜田口駅行きの案内番号は田崎橋よりE2-0
3. ↑  西部車庫行きの案内番号は水道町よりS3-0
4. ↑  楠団地行きの案内番号は田崎橋よりE2-1
5. ↑  熊本電鉄バスとの共同運行。ただし、電鉄便ではE2-2～3までの案内番号が付与され、2と3については光の森線E3-2・3と重複するため、こちらも事実上電鉄バスと共同運行となるが、電鉄便の場合2は光の森駅始発着、3は武蔵ヶ丘車庫始発着となっている。
6. ↑  上り便（熊本行）は朝1便、下り便（光の森行）は夕方1便のみの運行
7. ↑  一部便は桜町BT止
8. ↑  一部便は桜町BT止
9. ↑  この系統のみ、上り（熊本行き）は朝、下り（大津行き）は夕方～夜時間帯のみの運転。なお、一部の便は吹田団地発着で運転される（大津産交を経由しない）。
10. ↑  上り便（熊本行）は朝1便、下り便（光の森行）は夕方1便のみの運行
11. ↑  全便予約制（座席指定制）であるが、空席があれば予約なしでも乗車可能。乗車券は窓口で発券される乗車便座席指定の乗車券ならびに座席確保券のほか、熊本発着便で利用可能なSUNQパス（北部九州版・全九州版のみ）をはじめ各種乗車券類（紙券・スマホ券）・くまモンのIC CARD・クレカ等決済全て使用出来る。